# Acronicta scintillans
Acronicta scintillans är en fjärilsart som beskrevs av John G. Franclemont 1938. Acronicta scintillans ingår i släktet Acronicta och familjen nattflyn. Inga underarter finns listade i Catalogue of Life.